# Ludolf August von Bismarck

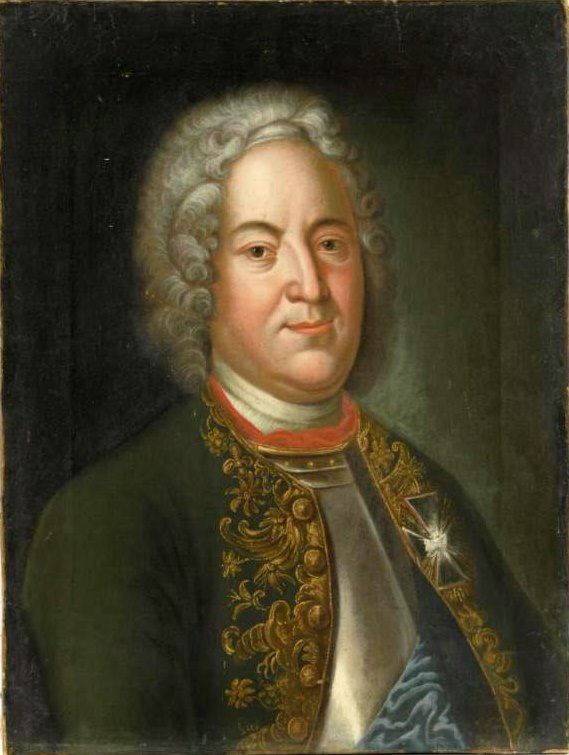
Ludolf August von Bismarck

Ludolf August von Bismarck (russisch Лудольф (Рудольф) Август фон Бисмарк, transkribiert Ludolf (Rudolf) Awgust fon Bismark; * 21. März 1683 in Preußisch Holland, Herzogtum Preußen; † 4. Oktoberjul. / 15. Oktober 1750greg. in Poltawa, Gouvernement Poltawa, Russisches Kaiserreich) war ein General der Kaiserlich Russischen Armee.

## Leben
Ludolf August entstammte der Schönhausener Linie des Adelsgeschlechts Bismarck. Seine Eltern waren der preußische Generalmajor Christoph Friedrich von Bismarck (1652–1704) und dessen erste Ehefrau Luise Margarete von der Asseburg (1652–1698). Er diente zunächst in der Preußischen Armee.
Nachdem er als Oberst in Magdeburg im Streit seinen Diener erstochen hatte, floh er aus der Garnison. Dies hatte keine strafrechtlichen Konsequenzen; er wurde lediglich in seiner Karriere insofern behindert, dass er dreimal bei Beförderungen übergangen wurde. Dies veranlasste Bismarck, seinen Abschied zu nehmen. Nachdem er sein Gut Skotik in Ostpreußen verkauft hatte, ging er 1732 nach Russland und trat in die Kaiserlich Russische Armee ein.
In Russland wurde er vom spätere Regenten Ernst Johann von Biron zum Generalmajor ernannt. Nachfolgend vermählte sich Bismarck mit Birons Schwägerin Trotta von Treiden. 1733 schenkte ihm Zarin Anna ein Haus in Sankt Petersburg und verlieh ihm den Rang eines Generalleutnants. Im Jahr darauf wurde Bismarck in Diplomatischer Mission nach England entsandt. Später nahm er am Polnischen Thronfolgekrieg (1733–1738) und am Russisch-Österreichischer Türkenkrieg teil. Während dieser Zeit wurde er Vizepräsident des Kriegsrats im Kriegsministerium und Gouverneur von Riga. Bei der Herzogswahl in Kurland 1737 begab sich Bismarck mit zwei Regimentern nach Mitau, besetzte das Wahllokal und erzwang die Wahl Ernst Johann von Biron zum Herzog von Kurland. Zur Belohnung wurde Bismarck zum Generalgouverneur von Livland ernannt und zum General en chef befördert.
Als Biron 1740 gestürzt wurde, kam auch Bismarck in Haft, sein Vermögen wurde konfisziert. Der gegen ihn in Iwangorod geführte Prozess verhängte eine Verbannung nach Sibirien. Am 1. Januarjul. / 12. Januar 1741greg. machte er sich hierzu über Moskau nach Tobolsk auf den Weg. Später wurde ihm Jaroslawl als Wohnsitz angewiesen.
1742 wurde er rehabilitiert und konnte seine militärische Laufbahn fortsetzen. 1747 wurde er Oberbefehlshaber der südrussischen (ukrainischen) Armee.

## Familie
Im Jahr 1704 heiratete Bismarck Johanna Margareta von der Asseburg (* 6. Juli 1695; † 1719), mit der er die Tochter Albertine Luise von Bismarck hatte. Diese vermählte sich mit dem königlich-preußischen Major Friedrich Wilhelm von der Albe († 17. Februar 1758).
Nach dem Tod seiner ersten Frau heiratete Bismarck am 26. Mai 1733 in Sankt Petersburg die Baronesse Katharine von Trotta genannt Treyden (* 1705; † 20. Februar 1780). Diese Ehe blieb kinderlos.